# Ravi Zacharias
Ravi Zacharias (Madras, 26 marzo 1946 – Atlanta, 19 maggio 2020) è stato un teologo, saggista, pastore protestante e apologeta canadese naturalizzato statunitense di origine indiana che ha fondato il RZIM (Ravi Zacharias International Ministry).
Si è occupato di apologetica cristiana per un periodo di oltre 40 anni. Zacharias è stato autore di più di 30 libri sul cristianesimo, tra cui il vincitore del Gold Medallion Book Award dell'Evangelical Christian Publishers Association Can Man Live Without God? nella categoria "teologia e dottrina" e i bestseller cristiani  Light in the Shadow of Jihad. e  The Grand Weaver.. Zacharias è stato il fondatore e presidente del consiglio di amministrazione di Ravi Zacharias International Ministries ( RZIM.) e conduttore dei programmi radiofonici Let My People Think e Just Thinking. È stato un ministro della Christian and Missionary Alliance, la denominazione cristiana keswickiana (Higher Life movement) in cui è stato ordinato.
Molteplici fonti hanno accusato Zacharias di grave cattiva condotta sessuale. Nel febbraio 2021, Miller & Martin, lo studio legale assunto da RZIM per esaminare queste accuse, ha confermato la loro  veridicità (PDF).. Di conseguenza, RZIM ha rilasciato delle scuse e successivamente ha annunciato che avrebbe subito un cambio di nome e rimosso tutto il materiale relativo a Zacharias. La Christian and Missionary Alliance revocò postumo la sua ordinazione dopo aver condotto la propria indagine. HarperCollins, che possiede gli editori cristiani  Zondervan. e  Thomas Nelson, ha anche confermato che avrebbe cessato la vendita di libri scritti da Zacharias e lo avrebbe rimosso da altre opere pubblicate.

## Biografia
Nato in India da una famiglia anglicana e divenuto ateo nella prima adolescenza, Zacharias si convertì al cristianesimo a 17 anni mentre era ricoverato in ospedale in seguito a un tentativo di suicidio.
Nel 1966 emigrò in Canada al seguito della sua famiglia. Nel 1972 conseguì il baccalaureato in teologia all'Ontario Bible College, un’università di orientamento evangelico; nello stesso anno sposò Margaret Reynolds, da cui ebbe tre figli. In seguito Zacharias cominciò ad esercitare il ministero di predicatore itinerante per la Christian and Missionary Alliance, recandosi anche all'estero.
Nel 1976 conseguì il Master of Divinity negli Stati Uniti d'America alla Trinity International University; l’anno successivo ottenne il mandato di predicatore per gli USA. Nel 1980 fu consacrato pastore protestante della Christian and Missionary Alliance, con l'incarico di evangelizzatore internazionale; nello stesso anno fu nominato professore associato di evangelismo e pensiero contemporaneo all'Alliance Theological Seminary di Nyack (New York).
Nel 1983 intervenne ad Amsterdam ad un convegno di ministri evangelici dove si rese conto della mancanza di ministri nel settore dell'apologetica cristiana. Dopo un soggiorno estivo in India in cui constatò il bisogno di pastori esperti nel campo apologetico, nel 1984 fondò a Toronto la Ravi Zacharias International Ministries (RZIM) con lo scopo di rispondere alle domande e alle resistenze intellettuali riguardanti Dio e la fede cristiana. In seguito, l'organizzazione trasferì il suo quartier generale ad Atlanta e aprì sedi in Canada, India, Singapore, Regno Unito, Romania, Turchia, Austria, Spagna, Sudafrica e Medio Oriente.
Nel 1990 Zacharias trascorse un trimestre sabbatico a Cambridge al Ridley Hall, un seminario teologico della chiesa anglicana. Nello stesso anno pubblicò il suo primo libro, intitolato A Shattered Visage: The Real Face of Atheism.
Nel 2004 Zacharias suscitò l’attenzione dei mezzi di comunicazione statunitensi quando la Chiesa di Gesù Cristo dei santi degli ultimi giorni lo invitò a tenere un incontro al Tabernacolo di Salt Lake, aprendo il proprio pulpito principale ad un predicatore esterno dopo un secolo (l'ultimo ad avere questa possibilità era stato Dwight L. Moody nel 1871). La scelta di Zacharias venne criticata da diversi evangelici, ma il pastore si difese affermando che i cristiani non devono immediatamente condannare le posizioni teologiche dei mormoni, ma piuttosto creare occasioni di incontro per comunicare la propria fede con chiarezza e convinzione.
Zacharias organizzò incontri presso varie università statunitensi, fu relatore in conferenze e convegni organizzati dalla comunità evangelica, curò programmi radiofonici e televisivi e scrisse una trentina di libri.
Nel marzo del 2020 gli venne diagnosticata una rara forma di tumore al midollo spinale. Zacharias è morto la mattina del 19 maggio 2020 nella sua casa di Atlanta.
Nel febbraio 2021 lo studio legale Miller e Martin pubblicò le conclusioni di un'investigazione indipendente, commissionata da Ravi Zacharias International Ministries. Rivela che Zacharias era un predatore sessuale, che si abusò di numerose donne.

## Opere
- A Shattered Visage: The Real Face of Atheism (1994, 2004)
- Can Man Live Without God? (1994, 1996)
- Deliver Us From Evil (1996, 1998)
- Cries of the Heart (1998, 2002)
- The Merchant and the Thief (1999) (Children's)
- The Broken Promise (2000) (Children's)
- Jesus Among Other Gods (2000, 2002)
- Jesus Among Other Gods (Youth Edition) (2000)
- The Lotus and the Cross: Jesus Talks with Buddha (2001)
- Sense and Sensuality: Jesus Talks with Oscar Wilde (2002)
- Light in the Shadow of Jihad: The Struggle For Truth (2002)
- Recapture the Wonder (2003)
- Is Your Church Ready? Motivating Leaders to Live an Apologetic Life (2003) (Editor, with Norman Geisler)
- Who Made God? And Answers to Over 100 Other Tough Questions of Faith (2003) (General Editor, with Norman Geisler)
- The Kingdom of the Cults (2003) (Editor)
- I, Isaac Take Thee, Rebekah: Moving From Romance to Lasting Love (2004)
- The Prince and the Prophet: Jesus Talks With Mohammed (Copyright 2004, to be released posthumously)
- The Lamb and the Führer: Jesus Talks with Hitler (2005)
- Walking From East to West: God in the Shadows (With R.S.B. Sawyer) (2006)
- The Grand Weaver: How God Shapes Us Through the Events of Our Lives (2007)
- Beyond Opinion: Living the Faith We Defend (2008)
- The End of Reason: A Response to the New Atheists (2008)
- Is There Not a Cause (2008) (National Day of Prayer Feature Book)
- New Birth or Rebirth: Jesus Talks with Krishna (2008)
- There is a Plan (2009) (excerpts from The Grand Weaver)
- Has Christianity Failed You? (2010)
- The Lotus and the Cross: Jesus Talks with Buddha (2010)
- Why Jesus? Rediscovering His Truth in an Age of Mass Marketed Spirituality (2012)
- The Lamb and the Fuhrer--Graphic Novel (2014)
- Why Suffering? Finding Meaning and Comfort When Life Doesn't Make Sense (2014)
- with Vince Vitale, Jesus Among Secular Gods: The Countercultural Claims of Christ (2017)
- The Logic of God: 52 Christian Essentials for the Heart and Mind (2019)